# Boesenbergia acuminata
Boesenbergia acuminata là một loài thực vật có hoa trong họ Gừng. Loài này được Sirirugsa mô tả khoa học đầu tiên năm 1987.